# فاروق فياض
فاروق فياض  (1 يوليو 1940 - 9 أكتوبر 1976)، ممثل عراقي، ولد في بغداد.

## حياته
أنهى دراسته الابتدائية والمتوسطة في مدارس الأعظمية - دخل ثانوية الصناعة وتخرج فيها سنة 1959. طوال سني دراسته في هذه المدرسة وقبلها بسنة أيضا، كان يشتغل عاملا لدى محلات تصليح السيارات في الشيخ عمر، وبعدها عمل كاتبا في محل لسيارات الأجرة في منطقة العلوية قرب مستشفى السامرائي - درس في فرع التمثيل بمعهد الفنون الجميلة وتخرج فيه سنة 1965 – 1966 وشارك طوال دراسته بالعديد من إنتاجات المعهد المسرحية نذكر منها: (دنيا المصالح) إخراج جاسم العبودي و(مسمار جحا) إخراج بهنام ميخائيل و(ماكبث) إخراج إبراهيم جلال و(القيثارة الحديدية) إخراج جعفر السعدي.. الخ وكما واخرج مسرحيتين هما (الحقيقة ماتت) تأليف ايمانويل روبلس و(سكوريال) تأليف ميشيل دي جيلدرود.
في سنة 1965 شارك بتأسيس فرقة مسرح الفني الحديث، وانتخب عضوا في أول هيئة إدارية لها، مع إبراهيم جلال وخليل شوقي وسامي تيلا وكريم عواد وفخري العقيدي، ومنذ تخرجه في معهد الفنون الجميلة سنة 1965 – 1966 مثل في العديد من المسرحيات التي عرضتها فرقة المسرح الفني الحديث ومنها: 
- مسرحية (مسرحية في القصر) تأليف فيرنيك مولنار وإخراج محسن سعدون عرضت من 27/2/1966 ولغاية 9/3/1966 ومثل فيها دور المادي كما قام بمهمة الدعاية والإعلان.
- مثل دور سعدي في مسرحية (مسألة شرف) تأليف عبدالجبار ولي وإخراج بدري حسون فريد وقد عرضتها الفرقة على قاعة مسرح كيفان في الكويت بدعوة من فرقة مسرح الخليج العربي الكويتية في شباط 1967.
- مثل دور الشاب في مسرحية (فوانيس) تأليف طه سالم وإخراج إبراهيم جلال عند عرضها على قاعة مسرح كيفان في الكويت أيضا.
- مثل دور صاحب الثيران في مسرحية (المفتاح) تأليف يوسف العاني وإخراج سامي عبد الحميد عرضت على قاعة المسرح القومي في مايس 1968.
- مثل دور اللص اور شنابي في مسرحية (تموز يقرع الناقوس) تأليف عادل كاظم وإخراج سامي عبد الحميد. عرضت في قاعة مسرح بغداد في كانون أول 1968.
- مثل دور الطبيب في مسرحية (ست دراهم) تأليف يوسف العاني وإخراج إبراهيم جلال في العرض الثاني الذي قدمته الفرقة سنة 1969.
- مثل دور عمران بالتناوب مع سامي عبد الحميد في مسرحية( النخلة والجيران ) إعداد وإخراج قاسم محمد
- مثل دور الثاني في مسرحية (الخرابة) تأليف يوسف العاني وإخراج سامي عبد الحميد وقاسم محمد. وعرضت في قاعة مسرح الخلد، في نيسان 1970.
- في سنة 1974 مثل دور العيار في مسرحية ( بغداد الأزل بين الجد والهزل ) إعداد وإخراج قاسم محمد. عرضت على مسرح بغداد التابع لفرقة مسرح الفني الحديث.
- مثل دور جيفارا بالتناوب مع عبد الجبار كاظم في مسرحية (جيفارا عاد افتحوا الأبواب) تأليف جليل القيسي وإخراج سامي عبد الحميد. عرضت في مسرح بغداد سنة 1974
- مثل دور العسكري في مسرحية (جد عنوانا) تأليف جليل القيسي وإخراج سامي عبد الحميد، عرضت في سنة 1974 على مسرح بغداد
- مثل دور كرومي في مسرحية (الحلم) إعداد قاسم محمد وإخراج خليل شوقي. وفي هذا العرض قام بتنفيذ الموسيقى والمؤثرات
- اخرج مسرحية (القربان) إعداد ياسين النصير لفرقة المسرح الفني الحديث عرضت على قاعة مسرح بغداد في سنة 1975
- اخرج لفرقة المسرح الفني الحديث مسرحية اضبطوا الساعات) تأليف محمود دياب وتعريق قاسم محمد عرضت على مسرح بغداد سنة 1976

استضافته الفرقة القومية للتمثيل مرتين حيث مثل في مسرحيتيها: ( روميو وجوليت ) تأليف شكسبير وإخراج محسن العزاوي و(الطوفان) تأليف عادل كاظم وإخراج إبراهيم جلال - سافر إلى العديد من الدول العربية منها الكويت والجزائر وسوريا ضمن أيام ثقافية عراقية، وانتخب عضواً في الهيئة الإدارية لفرقة المسرح الفني الحديث.
مثل في فيلمين هما:
- فلم (درب الحب) إخراج برهان الدين جاسم وعرض سنة 1966.
- فلم (شايف خير) إنتاج مصلحة السينما والمسرح وإخراج محمد شكري جميل عرض سنة 1969

عمل في المؤسسة العامة للإذاعة و التلفزيون منذ أواسط الستينات ومثل العديد من التمثيليات الإذاعية والتلفزيونية، كما مارس الإخراج الإذاعي ولسنوات عدة، وكان موظفا في الأعلام في الشركة العامة للتأمين الوطنية.

## الوفاة
توفي في 9 أكتوبر 1976، وكان عند وفاته متزوج من السيدة مي شوقي وله منها ثلاثة أولاد هم "عمار" ابنه البكر قتل بلغم ارضي بعد انتهاء الحرب العراقية – الإيرانية في محافظة ديالى عند التحاقه و"عشتار" و"كنار" وهن الآن خارج العراق.